# 凱爾蒂角 (維加島)
63°47′S 57°41′W / 63.783°S 57.683°W
凱爾蒂角（英語：Keltie Head）是南極洲的海岬，位於葛拉漢地的維加島西北端，處於特里尼蒂半島以南，海拔高度395米，由瑞典探險隊發現，現時由南極條約體系管理。